# 701

## Събития
- 701 – 705 – Йоан VI е избран за римски папа.

## Починали
- 8 септември – Сергий I, римски папа
- Рагинперт, крал на лангобарди
- Аспарух, прабългарски владетел, основател на Дунавска България